# Mauricio Serna
Pour les articles homonymes, voir Serna.
Mauricio Serna, né le 22 janvier 1968 à Medellín (Colombie), est un footballeur colombien, qui évoluait au poste de milieu défensif au Deportivo Pereira, à l'Atlético Nacional, à  Boca Juniors, au CF Puebla, à Chacarita Juniors et à Talleres ainsi qu'en équipe de Colombie.
Serna marque deux buts lors de ses cinquante-et-une sélections avec l'équipe de Colombie entre 1993 et 2001. Il participe à la coupe du monde de football en 1994 et 1998.

## Carrière
- 1990 : Deportivo Pereira
- 1991-1997 : Atlético Nacional
- 1997-2002 : Boca Juniors
- 2002-2003 : CF Puebla
- 2004 : Chacarita Juniors
- 2004 : Talleres
- 2005 : Atlético Nacional  [1]

## Palmarès

### En équipe nationale
- 51 sélections et 2 buts avec l'équipe de Colombie entre 1993 et 2001.
- Participe au premier tour de la coupe du monde 1994 et de la coupe du monde 1998.

### Avec l'Atlético Nacional
- Vainqueur du Championnat de Colombie de football en 1991, 1994 et 2005 (Tournoi d'ouverture).

### Avec Boca Juniors
- Vainqueur de la Copa Libertadores en 2000 et 2001.
- Vainqueur de la Coupe intercontinentale en 2000.
- Vainqueur du Championnat d'Argentine de football en 1998 (Tournoi d'ouverture), 1999 (Tournoi de cloture) et 2000 (Tournoi d'ouverture).